# Archeoskanzen Modrá

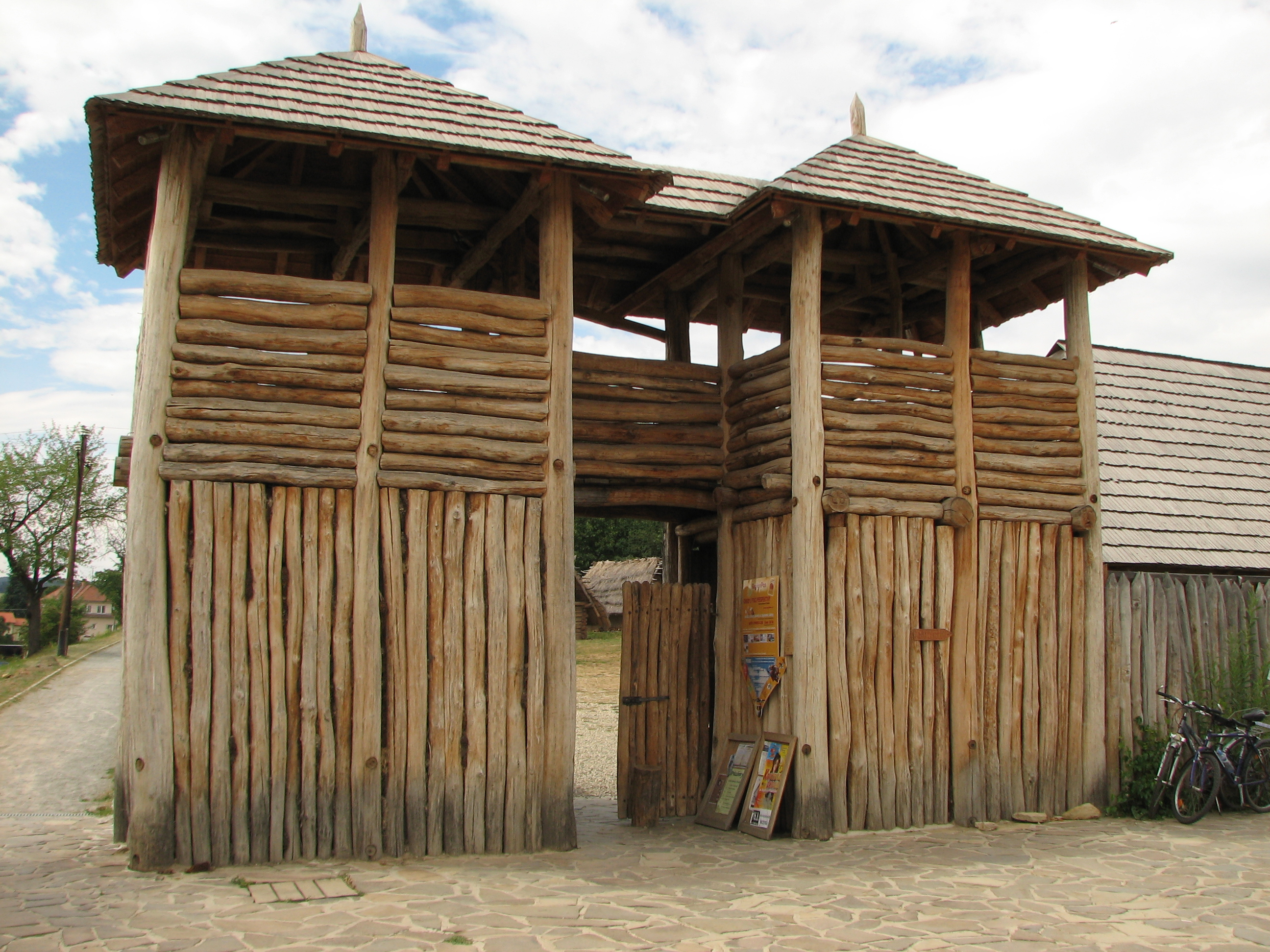
Vstupní brána

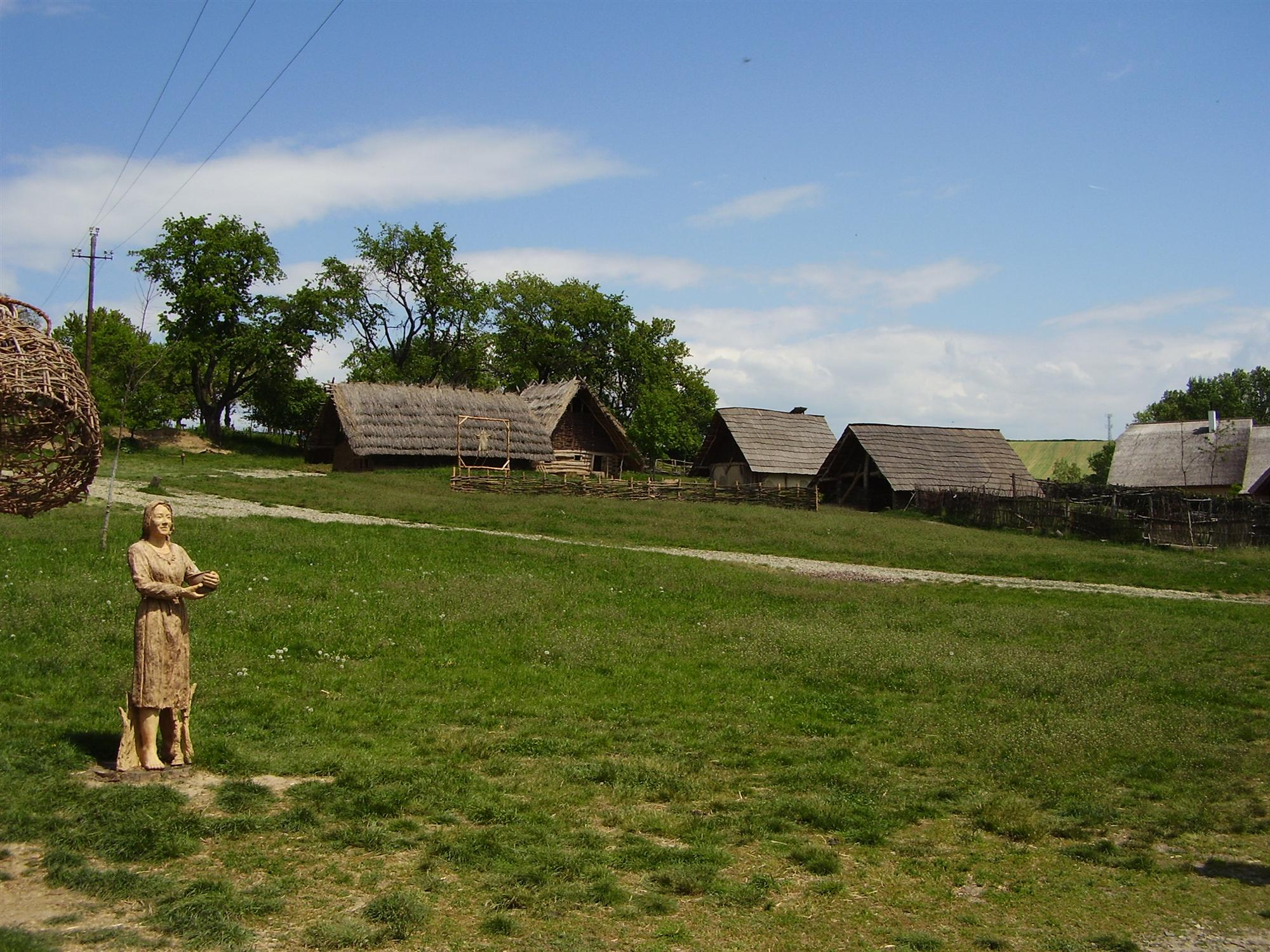
Objekty ve skanzenu

Archeoskanzen Modrá se nachází na okraji vesnice Modrá v okrese Uherské Hradiště. Jedná se archeologický skanzen představující život obyvatel Velké Moravy. K jeho otevření došlo v roce 2004. Po odborné stránce garantovaly projekt významné archeologické instituce – Moravské zemské muzeum v Brně (doc. Luděk Galuška) a Slovácké muzeum v Uherském Hradišti (dr. Miroslav Vaškových), realizaci projektu zajistila obec Modrá.
Archeoskanzen tvoří sídliště s palisádovým opevněním, bránou a strážními věžemi. Uvnitř se nachází repliky soudobých staveb včetně polozemnicových chat, řemeslnického okresku a domu představujícího sídlo místního velmože, tzv. paláce. Na návrší v těsné blízkosti areálu se nacházejí základy velkomoravského kostelíka, které odkryli postupně Jan Nevěřil (1911) a Vilém Hrubý (50. léta); poblíž něho byla postavena jeho novodobá replika, realizovaná v letech 1998-2000 na základě poznatků Hrubého výzkumu.
Všechny stavby byly vybudovány na základě archeologických nálezů z oblasti středního CHKO Litovelské Pomoraví.
Vedle samotných staveb se zde nachází také sakrální areál se slovanskými modlami, políčka a ohrady pro chov tehdejších zvířat.
Současná podoba archeoskanzenu není definitivní – autoři projektu připravují jeho další rozšíření o další areály a propojení s církevním okrskem kolem kostelíka sv. Jana.

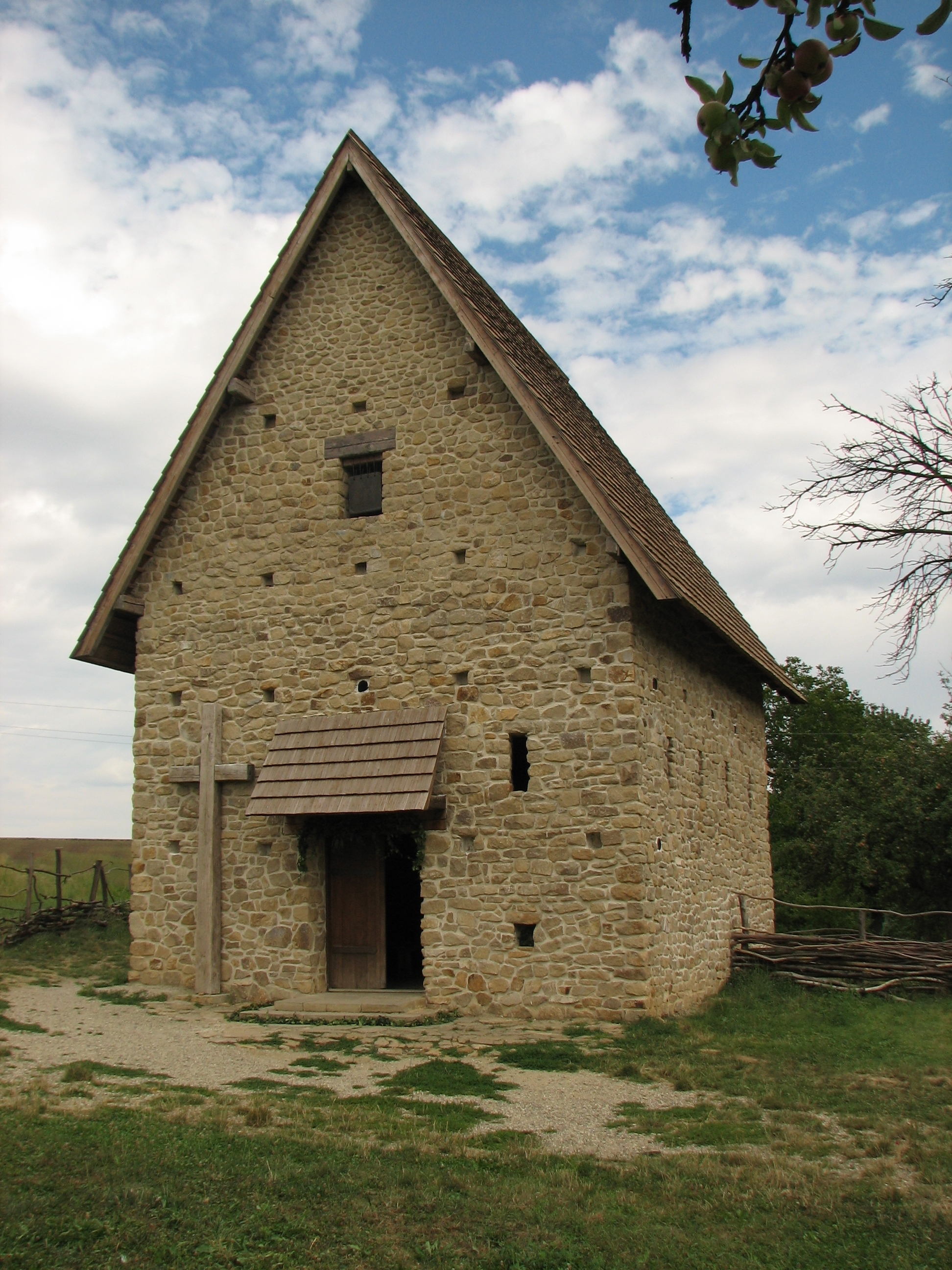
Rekonstrukce velkomoravského kostela sv. Jana

Výstava v Archeskanzenu Modrá ukazuje otroctví v dobách Velké Moravy.
Výstava ve velmožském paláci archeoskanzenu představuje událost z roku 822, kdy Moravané přicestovali na říšský sněm do Frankfurtu. Vernisáž výstavy „Moravané vstupují na kolbiště dějin 822 – 2022“ proběhla 12. května 2022.